# João Leiva Campos Filho
João Leiva Campos Filho, beter bekend als Leivinha (Novo Horizonte, 11 september 1949) is een voormalig Braziliaanse voetballer. Hij is de oom van voetballer Lucas Leiva. 

## Biografie
Leivinha begon zijn carrière bij Portuguesa, de vierde club van São Paulo en maakte in 1971 de overstap naar het grote Palmeiras, waarmee hij landskampioen werd in 1972 en 1973. In 1972 en 1974 won hij met de club ook het staatskampioenschap. In 1975 ging hij voor het Spaanse Atlético Madrid spelen en werd er in 1977 landskampioen mee en won een jaar eerder de Copa del Rey. Hij beëindigde zijn carrière bij São Paulo FC. 
Hij zat speelde ook voor het nationale team en speelde op het WK 1974 in drie wedstrijden. 